# أوارا (فوكوي)
مدينة أوارا (بالإنجليزية: Awara)‏ هي أحد المدن التابعة لمحافظة فوكوي. تأسست رسميًا في 01/03/2004. ويقدر عدد سكانها بـ 30765 نسمة حسب تقدير مكتب الإحصاء الياباني لعام 2012. تبلغ مساحة أوارا 116.99 كم2. بكثافة سكانية تبلغ 263 نسمة/كم2.

## أعلام
- ريوهي سوزوكي